# Lyn McClements
Lyn McClements (n. 11 mai 1951, City of Perth⁠(d), Australia de Vest, Australia) este o înotătoare ce a reprezentat Australia, medaliată olimpică. A participat la o ediție a Jocurilor Olimpice (1968) în care a câștigat două medalii de aur și o medalie de argint.